# روی (واشینگتن)
روی (به انگلیسی: Roy) شهری در شهرستان پیرسی ایالت واشنگتن است که در سرشماری سال ۲۰۱۰ میلادی، ۷۹۳ نفر جمعیت داشته است.